# 迪士尼無限飛車
《迪士尼無限飛車》是Gameloft巴塞罗那开发、Gameloft发行的卡丁车竞速游戏。游戏中，玩家操控迪士尼和皮克斯的角色，在两家公司影视作品的主题赛道中竞速。玩家操控这些角色角色驾驶车辆在。游戏于2023年发行，对应任天堂Switch、PlayStation 4、PlayStation 5、Windows、Xbox One、Xbox Series X/S及iOS、Android平台。